# Диалектическая поведенческая терапия
Диалекти́ческая поведе́нческая терапи́я (англ. dialectical behavior therapy, сокращённо DBT) была создана около 1987 года американским психологом Маршей Линехан (неправильный вариант произношения фамилии — Лайнен) для лечения пациентов, страдающих пограничным расстройством личности. Этот подход помогает уменьшить риск слишком интенсивной эмоциональной реакции на стрессовые ситуации и снижает опасность суицидального, агрессивного или аутодеструктивного поведения. Диалектическая поведенческая психотерапия является одним из направлений «третьей волны» поведенческой психотерапии. Она называется «диалектической», поскольку пациенту предлагается осознать, что существует много различных точек зрения на ситуацию, которую он субъективно воспринимает как «невыносимую» и «безвыходную». Благодаря этому диалектическому подходу к ситуации, пациент приобретает способность спокойно взвешивать все «за» и «против», а затем выбирать тот взгляд на проблему, который позволит ему вести себя наиболее благоприятным для него образом. Слово «диалектическая» в названии метода также подчёркивает, что в нём пациента обучают отказу от ограничивающего подхода, сводящегося к прямолинейным представлениям о причинно-следственных отношениях. Пациента также учат находить оптимальную линию поведения с помощью сопоставления различных (иногда противоречивых) взглядов и мнений (по диалектической схеме «тезис-антитезис-синтез»). Диалектическая психотерапия является эклектическим течением. Помимо диалектических приёмов анализа проблемы, в ней также используются методы когнитивно-поведенческой терапии, приёмы эффективного общения и некоторые медитативные техники.

## Теоретическая база
Основной идеей диалектической психотерапии является гипотеза о том, что основой пограничного расстройства личности является неспособность больного контролировать свои негативные эмоции. Предполагается, что эта проблема возникает из-за того, что ребёнок, от рождения обладающий уязвимой в эмоциональном отношении психикой, растёт в неблагоприятных семейных условиях. Если в семье эмоциональные потребности ребёнка не получают адекватной поддержки, то его способность к эмоциональному контролю не развивается должным образом, и во взрослом возрасте эта эмоциональная неустойчивость может выразиться в агрессивном, суицидальном или аутодеструктивном поведении. Бывает также, что нормальные эмоциональные реакции индивида (ребёнка или взрослого) воспринимаются окружением как неадекватные или болезненные. Это постепенно формирует ощущение несостоятельности собственного я индивида, что постоянно приводит к эмоциональным срывам у него самого или у тех, кто его окружает. По этой причине одной из первостепенных задач терапевта является безоговорочное принятие эмоциональных реакций пациента и подтверждение того, что пациент имеет право испытывать эти эмоции или вести себя тем или иным образом. Не осуждая того, что чувствует пациент, терапевт, тем не менее, при необходимости напоминает ему, что некоторые эмоции и типы поведения не являются полезными для него; затем терапевт указывает пациенту на альтернативные способы реагирования на ту или иную проблемную ситуацию.

## Навыки, развиваемые в ходе терапии
Поскольку главной проблемой пациентов, страдающих пограничным расстройством личности, являются эмоциональная неустойчивость и крайне интенсивные эмоциональные реакции на стресс, диалектическая терапия включает в себя развитие определённых навыков, помогающих контролировать негативные эмоции и вести себя оптимальным способом. К этим навыкам относятся:
- Несуждение. Этот навык помогает пациенту стать беспристрастным наблюдателем того, что происходит вокруг него, а также того, что чувствует он сам. События и эмоции воспринимаются как факт, при этом они не оцениваются с точки зрения «хорошо/плохо» или «правильно/неправильно». Такой подход позволяет уменьшить интенсивность эмоциональной реакции на ситуацию, а также не испытывать чувства вины или неполноценности по поводу собственной эмоциональной реакции на происходящее.
- Умение описывать ситуацию в терминах несуждения, для того, чтобы спокойно объяснить окружающим, в чём заключается проблема и что желательно сделать для её решения.
- Вовлечение в действие. Этот навык помогает индивиду полностью посвящать себя задаче, которую он решает в конкретный момент.
- Умение фокусировать внимание на одном объекте (One-mindfully). Это уменьшает опасность возникновения чрезмерно интенсивных эмоций и помогает конструктивному подходу к проблеме.
- Оценка по критерию эффективности. Подразумевает, что пациенту следует делать то, что помогает ему чувствовать себя лучше («This is simply doing what works»).
- «Самоуспокаивание» (Self-soothe). Этот навык подразумевает, что пациент обращается с самим собой заботливо и доброжелательно и старается не вести себя самодеструктивно[4].

## Аббревиатуры, применяемые в диалектической терапии
Для облегчения запоминания того, что следует делать в проблемной ситуации, в диалектической терапии используются различные аббревиатуры, по смыслу связанные с задачей, которую пациент должен решить.

#### Приемы поведения в стрессовых ситуациях

##### ACCEPTS
Этот метод помогает пациенту использовать приёмы отвлечения в ситуации, которая вызывает у него слишком интенсивные негативные эмоции. Для лучшего запоминания этих приёмов используется аббревиатура ACCEPTS:
- Activities — активность: делать то, что доставляет удовольствие.
- Contribute — помогать другим людям.
- Comparisons — сравнивать себя с людьми, которые находятся в более тяжёлой ситуации, или вспомнить собственный прошлый опыт преодоления более сложных проблем.
- Emotions (other) — постараться вызвать у себя положительные эмоции, например, используя чувство юмора.
- Push away — временно отстраниться от проблемы. На некоторое время постараться заняться чем-то другим.
- Thoughts (other) — заставить себя думать о чём-то, не связанном с проблемой.
- Sensations (other) — заняться чем-то, помогающим испытать иные интенсивные ощущения (например, принять холодный душ)[4].

##### IMPROVE
Приёмы, которые следует использовать в интенсивной стрессовой ситуации, обозначаются аббревиатурой IMPROVE:
- Imagery — вообразить приятный образ, способствующий релаксации, или же представить себе, что проблема благополучно разрешилась.
- Meaning — найти смысл в своих ощущениях.
- Prayer — для верующих рекомендуется использовать молитву, а для неверующих — проговаривать «личную мантру».
- Relaxation — расслабить мускулы, глубоко дышать, использовать «приёмы самоуспокоения» (см. выше).
- One thing in the moment — сконцентрировать внимание на том, что вы делаете в данный момент.
- Vacation — постараться ненадолго отвлечься и отдохнуть.
- Encouragement — постараться подбодрить самого себя. Сказать себе «Я способен справиться с этой проблемой»[4].

##### PLEASE
При пограничном расстройстве личности у пациента часто наблюдаются различные типы аутодеструктивного поведения, которые могут быть явными или скрытыми (например, при возникновении какого-либо заболевания не пытаться вылечить его). PLEASE является аббревиатурой для списка приёмов, которые способствуют физическому и эмоциональному здоровью:
- PhysicaL illness (treat) — в случае плохого самочувствия следует применить необходимые методы лечения.
- Eating (balanced) — следует придерживаться здоровой диеты и сбалансированности в еде.
- Avoid mood-altering drugs — не принимать наркотические средства или лекарства, которые не были выписаны врачом.
- Sleep (balanced) — избегать недостаточного или избыточного сна (рекомендуется спать восемь часов в сутки).
- Exercise — физические упражнения помогают выработке эндорфинов, что способствует положительным эмоциям[4].

#### Навыки эффективного общения
Эти приёмы не являются специфическими для диалектической терапии, они также используются в других терапевтических методиках, предназначенных для улучшения способности к общению с окружающими. Хотя пациенты, страдающие пограничным расстройством личности, в целом не имеют проблем в общении, они могут испытывать значительные трудности в сложных или конфликтных ситуациях (поскольку подобные ситуации вызывают у них интенсивные эмоциональные реакции). Для запоминания этих приёмов используются следующие аббревиатуры:

###### DEARMAN
DEARMAN — это список приёмов, используемых для того, чтобы просьба была эффективной:
- Describe — опишите вашу проблему.
- Express — выразите, что вы чувствуете, и помогите собеседнику понять, почему вам необходима помощь.
- Assert — ведите себя уверенно, ясно объясняя собеседнику, чего именно вы хотите.
- Reinforce — подкрепите вашу позицию, указав, какие положительные последствия будет иметь исполнение вашей просьбы.
- Mindful of the situation — сконцентрируйте ваше внимание на проблеме и игнорируйте всё, что может отвлечь вас.
- Appear Confident — старайтесь казаться уверенным в себе, даже если на самом деле вы не уверены в себе.
- Negotiate — при необходимости «торгуйтесь» для того, чтобы прийти к удобному для вас компромиссу.

###### GIVE
Эти приёмы помогают поддерживать хорошие отношения с окружающими.
- Gentle — используйте вежливую манеру общения, не применяйте вербальную или физическую агрессию, не забывайте о принципе несуждения (см. выше).
- Interested — если собеседник говорит о чём-то, проявляйте интерес к его словам. Поддерживайте зрительный контакт, задавайте вопросы.
- Validate — покажите собеседнику, что вы понимаете его проблему и сочувствуете ему (с помощью слов, выражения лица и жестов).
- Easy Manner — во время разговора оставайтесь спокойны, улыбайтесь, используйте юмор[4].

###### FAST
Этот набор приёмов помогает индивиду сохранять самоуважение в проблемной ситуации:
- Fair — будьте справедливы к себе и к собеседнику.
- Apologies (few) — не извиняйтесь более одного раза, если вы поступили неправильно.
- Stick to Your Values — не отказывайтесь от своей системы ценностей и от того, во что вы верите. Не позволяйте другим людям заставлять вас делать то, что не соответствует вашим моральным ценностям.
- Truthful — не лгите. Ложь не только вредит взаимоотношениям, но и уменьшает ваше уважение к самому себе[4].

## Схема диалектической терапии
В диалектической поведенческой психотерапии используется три модуля работы с пациентом:
- Групповая терапия для развития навыков общения и эмоционального контроля. Обычно члены группы собираются один раз в неделю, каждая встреча длится около двух с половиной часов. Во время каждой встречи выполняются групповые упражнения, проводятся ролевые игры и предлагаются домашние задания[1].
- Индивидуальная терапия, проводимая еженедельно (каждый сеанс длится 40–50 минут)[1]. Во время индивидуальных сеансов терапевт и пациент обсуждают трудности, которые могут возникнуть в ходе групповой терапии, или кризисные ситуации из повседневной жизни пациента. Терапевт помогает пациенту применить диалектический подход к проблеме и найти оптимальное решение[5].
- Психологическая поддержка по телефону. В случае если пациент попадает в стрессовую ситуацию, в которой он не может справиться со своими эмоциями, он может получить немедленную помощь от своего терапевта. Беседа по телефону обычно длится около 15 минут[5].

## Этапы терапии
- На первом этапе необходимо устранить поведение, угрожающее жизни пациента (суицидальное и аутодеструктивное), а также установки, препятствующие проведению психотерапии и снижающие качество жизни пациента. На этом этапе терапевт также стремится улучшить поведенческие навыки пациентов.
- Вторая стадия предназначена для улучшения состояния пациента после того, как он преодолел тяжёлые нарушения поведения, но тем не менее находится в состоянии «тихого отчаяния». На этой стадии особое внимание уделяется проблемам, связанным с травматическими событиями, некогда пережитыми пациентами.
- Третья стадия сводится к переходу к «обычному счастью и несчастью», при этом пациент с помощью терапевта решает проблемы, возникающие в его повседневной жизни.
- Целью четвёртой стадии является преодоление чувства неполноценности и развитие «способности ощущать постоянную удовлетворённость жизнью»[1].

## Эффективность
Клинические наблюдения показывают, что пациенты, с которыми проводится диалектическая терапия, имеют меньше симптомов депрессии, они реже госпитализируются, имеют меньше суицидальных мыслей и реже проявляют аутодеструктивное поведение. В случае, когда диалектическая психотерапия была предложена лицам, страдающим токсикоманией, было отмечено уменьшение употребления наркотических веществ. Позитивный эффект также наблюдался, когда этот тип терапии проводился с лицами, имеющими расстройства пищевого поведения (булимия) или проявляющими агрессивность.

## Группы поддержки для терапевтов
Особенностью диалектической терапии является то, что в большинстве случаев психологам приходится работать с тяжёлыми пациентами, что может привести к эмоциональному выгоранию. По этой причине для психологов, которые практикуют этот тип психотерапии, предлагается групповая психотерапия. Обычно встречи происходят раз в неделю, каждая встреча длится 2 часа.